# Siechenhaus (Burgdorf)

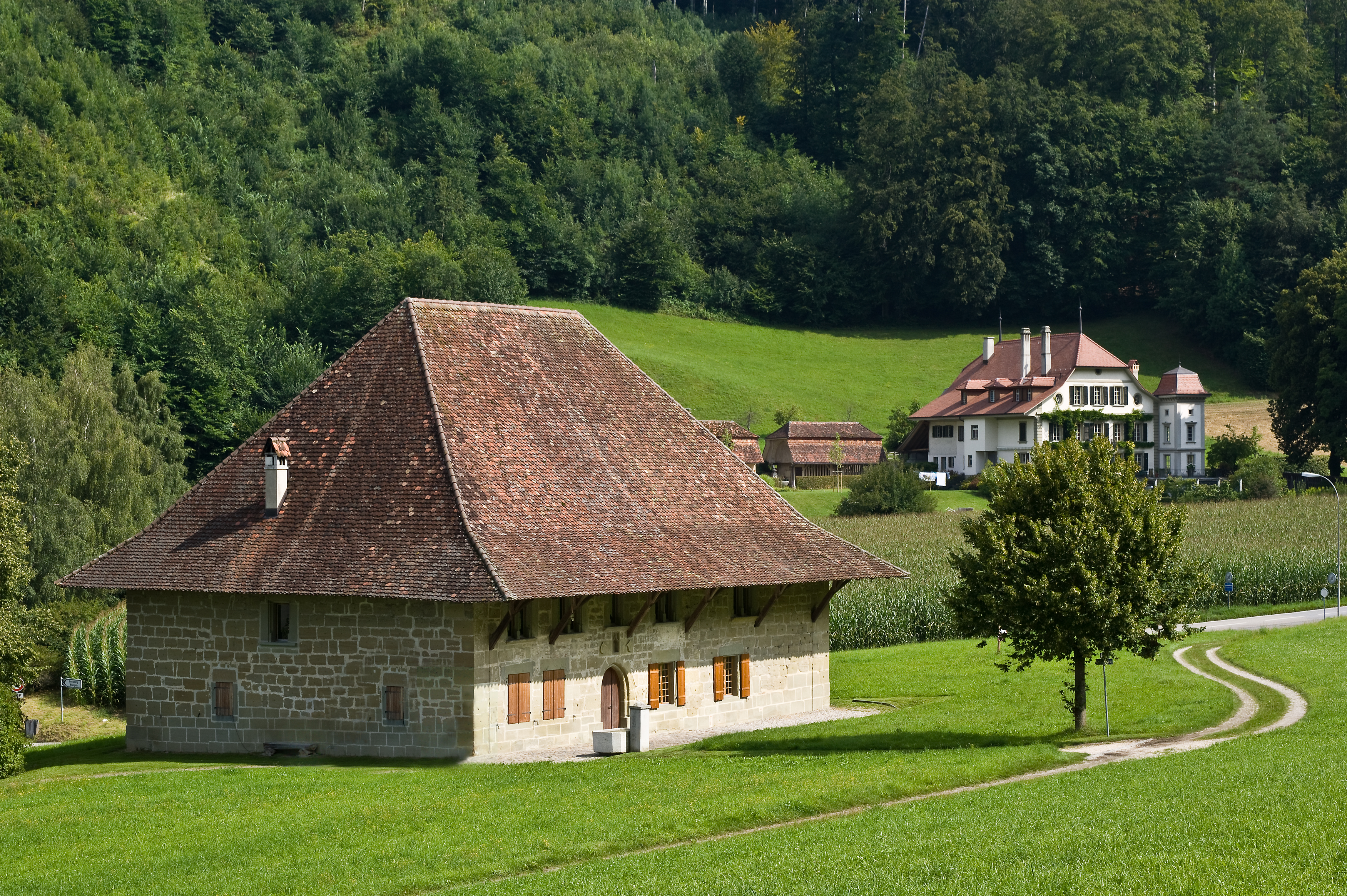
Das Siechenhaus und im Hintergrund das Landhaus “Sommerhaus”

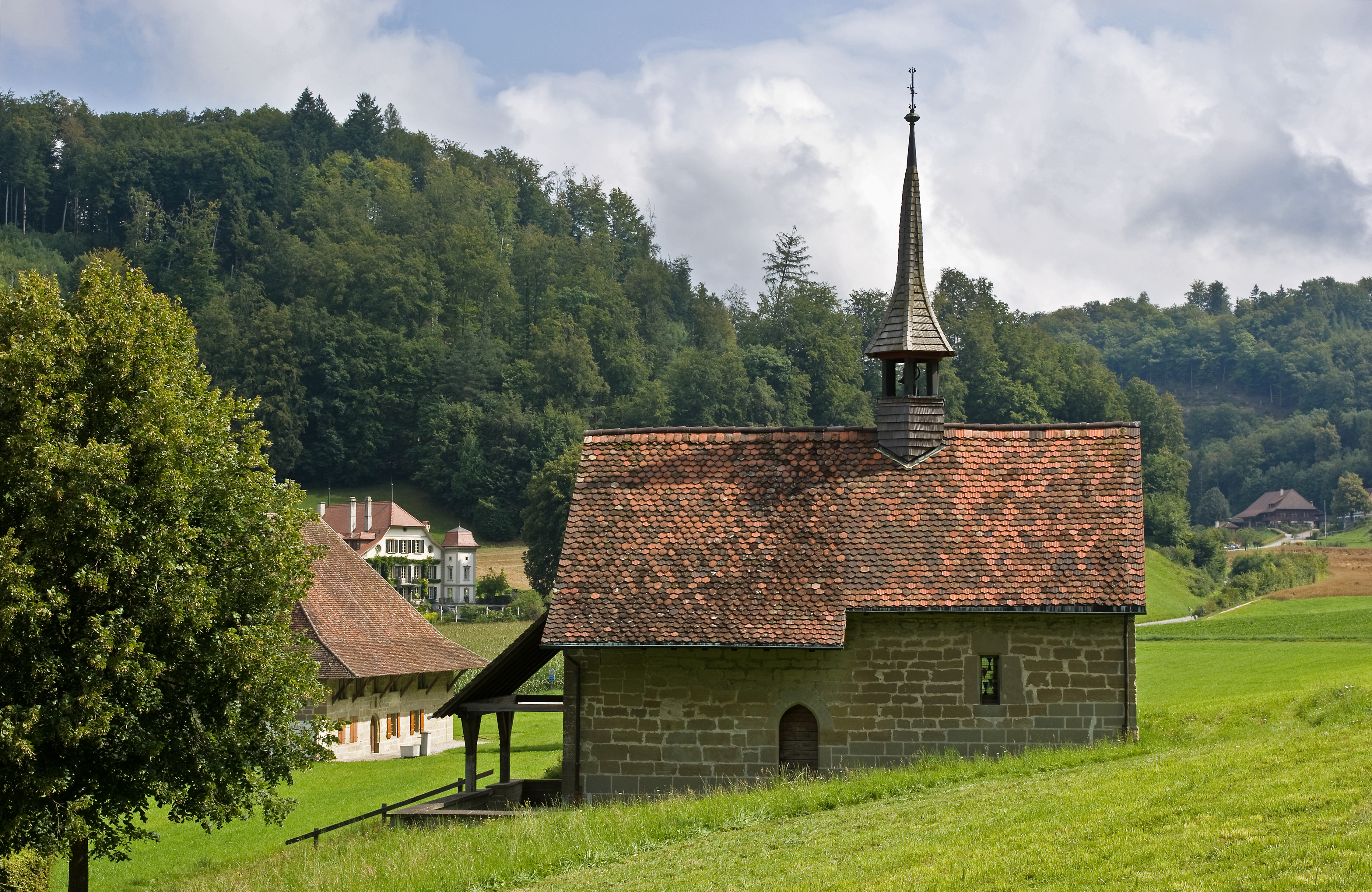
Die Bartholomäus-Kapelle und dahinter das Siechenhaus

Das Siechenhaus in Burgdorf im Kanton Bern ist ein ehemaliges, spätmittelalterliches Leprosorium und als einziges in der Schweiz in seinen Grundformen noch unverändert. Es diente bis ins 17. Jahrhundert als Pflegehaus für Aussätzige.

## Lage
Ursprünglich lag das Siechenhaus an der Landstrasse in den Aargau und Luzern, die zwischen Kapelle und Krankengebäude verlief. Die isolierte Lage ausserhalb der Stadt, jenseits der Emme, ergab sich aus der Ansteckungsgefahr des Aussatzes. Im Jahr 1179 hatte das Dritte Laterankonzil Aussätzigen jedoch die Anlage eigener Kirchen und eigener Friedhöfe erlaubt. So gehört zum Leprosorium neben der Bartholomäuskapelle ein Friedhof, der noch nicht archäologisch erforscht wurde.
Den «Siechen» war das Recht zugestanden, Almosen und Brückenzölle zu nehmen, deshalb waren die Siechenhäuser bei vielen Städten an den Hauptverbindungsstrassen sowie in der Nähe von Brücken zu finden, wie beispielsweise das Siechenhaus (Waldau) an derselben Strasse in Bern.

## Geschichte
1316 wird in Burgdorfer Schriftquellen erstmals ein Siechenhaus erwähnt. Die Kapelle wird 1446 urkundlich nachgewiesen, und vermutlich stand der ursprüngliche Vorgängerbau des noch bestehenden Siechenhauses von 1506 bis 1508 an ähnlicher Stelle. Nach dem Erlöschen der Lepra-Seuche beherbergte das Siechenhaus im 17. bis 18. Jahrhundert jeweils etwa zehn Insassen, meist Frauen, dazu eine Köchin. Die Aufsicht und Verwaltung oblag dem Siechenvogt. Der letzte Insasse wechselte 1798 vom Siechenhaus ins Krankenhaus, und auch der Gottesdienst wurde aufgehoben. Danach wurde der Innenausbau wohl aus Angst vor Ansteckung völlig ausgekernt und diente fortan als Lagerraum für Gewerbebetriebe. 1925 kaufte die Burgergemeinde Burgdorf das Haus mit der Kapelle und stellte beide unter Denkmalschutz.

## Die Kapelle
Der Werkmeister Heinrich Fritag rechnete am 6. August 1446 mit dem Rat über den Neubau «der Capellen ze den Siechen wegen...» ab. Am 22. August konsekrierte Weihbischof Johannes von Konstanz Altar und Kapelle. Sie war dem hl. Bartholomäus, der Hl. Magdalena, Barbara, Verena und dem hl. Oswald geweiht. Den Gottesdienst versah wohl der Spitalkaplan, der auch die Kirche Heimiswil zu betreuen hatte. Nach der Reformation blieb die Kapelle erhalten und der Gottesdienst wurde, wie auch in Bern, weiter gehalten. Der Schulmeister der schon 1300 erwähnten städtischen Lateinschule versah von der Reformation bis zur Anstellung eines Provisors (1575) auch das Siechenhaus und die Kirche Heimiswil.
1854 erwarb Hans Schnell vom benachbarten Sommerhaus, das leerstehende „Siechenkilchlein“, um es zu erhalten. Es diente bis 1884 als Gerätemagazin. Danach bis 1930 wieder als Gotteshaus für die neu entstandene Christkatholische Gemeinde
Nach mehreren Versuchen liess die Burgergemeinde 1955 durch den Burgdorfer Architekten Ernst Bechstein (1889–1960) unter Mitwirkung Michael Stettlers als Experten, die Kapelle bis auf die Mauern und den Dachstuhl ausräumen. Das Dach und das umgebaute Türmchen wurden neu gedeckt und die Leistendecke als Kopie der alten eingezogen. Die Kapelle konnte mit der neuen Ausstattung wieder für den protestantischen Gottesdienst verwendet werden. Seit 1958 verfügt die Kapelle über eine Kleinorgel der Firma Genf A.G. mit sechs klingenden Registern.

## Das Siechenhaus
Im frühen 16. Jahrhundert (1506/08, eine genaue Entstehungszeit ist nicht sicher) wurde der im rechteckigen Grundriss 21 × 14,4 Meter grosse, spätgotische Quaderbau errichtet. Das mächtige, wenig geknickte und stark vorkragende Walmdach bildet den Hauptakzent des Gebäudes. Über 14 Meter lange Bindebalken, Streben und Stuhlsäulen bilden den original erhaltenen Dachstuhl. Die Eingangspforte befindet sich an der südlichen Längsfassade zur ehemaligen Hauptstrasse. Die Wände aus behauenem Sandstein sind auf zwei Stockwerken von zahlreichen, unregelmässigen Fenstern durchbrochen. Das Hauptportal mit gekehltem Spitzbogengewände wird mit einer Kielbogennische und zwei Tartschen mit dem Stadtwappen überhöht. Im Innern bestanden über Jahrhunderte neben Vorratsräumen und Küche, eine Bad- und Schwitzstube, eine grosse und mehrere kleine Stuben, wobei die grössere wohl die „Conventsstube“ war. Eine Treppe führte in der Hausmitte ins Obergeschoss.
Vor der 1997 abgeschlossenen Restaurierung konnte der Archäologische Dienst des Kantons Bern systematische Untersuchungen an Mauern und Böden durchführen. Man vermutet, dass nach der Fertigstellung der aus behauenem Sandstein gemauerten Aussenhülle und des Daches, wohl durch die städtische Bauhütte, der ungleich primitivere Innenausbau durch die Insassen selbst erfolgte. Es zeigt sich zum architektonisch gekonnten Äusseren ein deutlicher Unterschied. Anscheinend wurden planlos verschiedenste Verschläge aneinandergefügt. Anhand der Markierungen kann heute der ursprüngliche Ausbau nachvollzogen werden.

## Leben im Siechenhaus
Anhand erhaltener Inventarlisten kann die Ausstattung und die Nutzung des Hauses nachvollzogen werden. In der Bade- und Schwitzstube (Sudatorium) wurden medizinische Anwendungen, wie Baden, Schwitzen und Schröpfen, angewendet, damit sollten krankmachende Körpersäfte ausgeschieden werden. Ausgegrabene Schröpfköpfe, Tropfenzählfläschchen und Salbtöpfchen belegen die wohl durch den Bader der Stadt besorgte Behandlung. Daneben gab es Küche, Fleischkammer, Keller, Schopf, Stall und Speicher zur Verpflegung der Bewohner. Ein Gemeinschaftsschlafraum für die ärmeren und eine Pfrundstube für besser gestellte Insassen, die sich mit ihren Geldeinlagen auch eine bessere Versorgung erkauften. Die Conventstube war wie in Klöstern der Raum für Zusammenkünfte. Dass die Siechenhausbewohner sich weitgehend selbst versorgten, belegen die vielen Landwirtschaftsgeräte zur Bearbeitung eines Gemüsegartens. Für das seelische Wohl sorgte ein Geistlicher der Stadtpfarrei, und zum Gebet und Gottesdienst war die nahe Kapelle da. Es mangelt den Kranken also gegenüber der übrigen Bevölkerung an nichts, ausser der Tatsache, unheilbar krank und für den Rest des Lebens ausgesondert zu sein.